# Heinrich Schliemann
Johann Ludwig Heinrich Julius Schliemann (Neubukow, Mecklenburg - Schwerin, 6 gener de 1822 - Nàpols, 26 de desembre de 1890) va ser un comerciant a Sant Petersburg i un pioner de l'arqueologia. Schliemann va ser el primer a emprendre una excavació a Hisarlik, Turquia, i allí finalment va trobar les restes de l'antiga Troia.

## Biografia
H. Schliemann va néixer en un poble situat al nord d'Alemanya, Mecklemburg, l'any 1822. De nen va ser molt imaginatiu i li agradaven moltíssim les llegendes de la zona d'Ankershagen, on va passar la seva joventut. El seu pare, pastor de l'església, li va regalar cap a l'any 1829 un llibre de Jerrers, la Història universal il·lustrada. A Schliemann les imatges d'aquest llibre el van encantar, i en especial les que mostraven Eneas fugint de Troia amb el seu pare Anquises i el seu fill Ascani (Iulus). En aquella època, ningú sabia on era Troia i això l'intrigava en gran manera, i creia que en algun lloc encara havien d'estar les restes de tan magnífica ciutat. Així doncs, quan només tenia set anys, va decidir que la seva meta en la vida era trobar aquella ciutat.

## La seva joventut

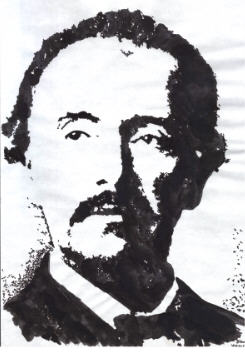
Imatge de jove

Va passar el temps, i només amb catorze anys va deixar els estudis perquè la seva família passava per problemes econòmics i es va posar a treballar a una botiga com a aprenent. Es va dedicar a aquesta feina durant quasi cinc anys, i allà va conèixer un mariner que recitava uns versos en grec antic.
Quan Schliemann va descobrir que el que recitava eren els versos de la Ilíada, la seva vida va donar un tomb i cap a l'any 1841 va viatjar fins a Hamburg per enrolar-se com a grumet i anar a conèixer món. Al cap de poc va haver de tornar, ja que el vaixell es va enfonsar, i no va poder complir els seus somnis. Es va haver d'instal·lar a Amsterdam, on va començar a treballar com a administratiu i es va dedicar, com a autodidacte, a estudiar llengües modernes.
Tenia tanta facilitat per a aprendre llengües que, amb només vint-i-un anys, a part de la seva llengua materna, l'alemany, ja coneixia l'anglès, l'holandès, el castellà, el francès, el portuguès, l'italià, i ho estava intentant amb el rus.
El fet de conèixer tants idiomes li va permetre ascendir en la seva feina i arribar, fins i tot, a fundar, anys més tard, cap al 1847, la seva pròpia empresa.

## Tot un empresari
Com a empresari, va viatjar arreu del món i va tenir molts èxits, i durant la seva estada als Estats Units es va nacionalitzar com a nord-americà. El seu afany per a aprendre llengües va continuar, i va afegir a la seva llista el suec, el polonès, i finalment el grec modern i l'antic, és a dir, la llengua d'Homer, el llatí i l'àrab.
Cap a l'any 1864, tenint a les seves mans una gran fortuna, va abandonar els negocis i es va dedicar exclusivament als seus estudis i a realitzar el somni de la seva infantesa, trobar Troia. Per això va viatjar per tot el món durant uns dos anys, traient material per publicar el seu primer llibre, i cap a l'any 1868 va arribar a Ítaca després de visitar el Peloponès i la Tròade.

## Troia, el seu tresor

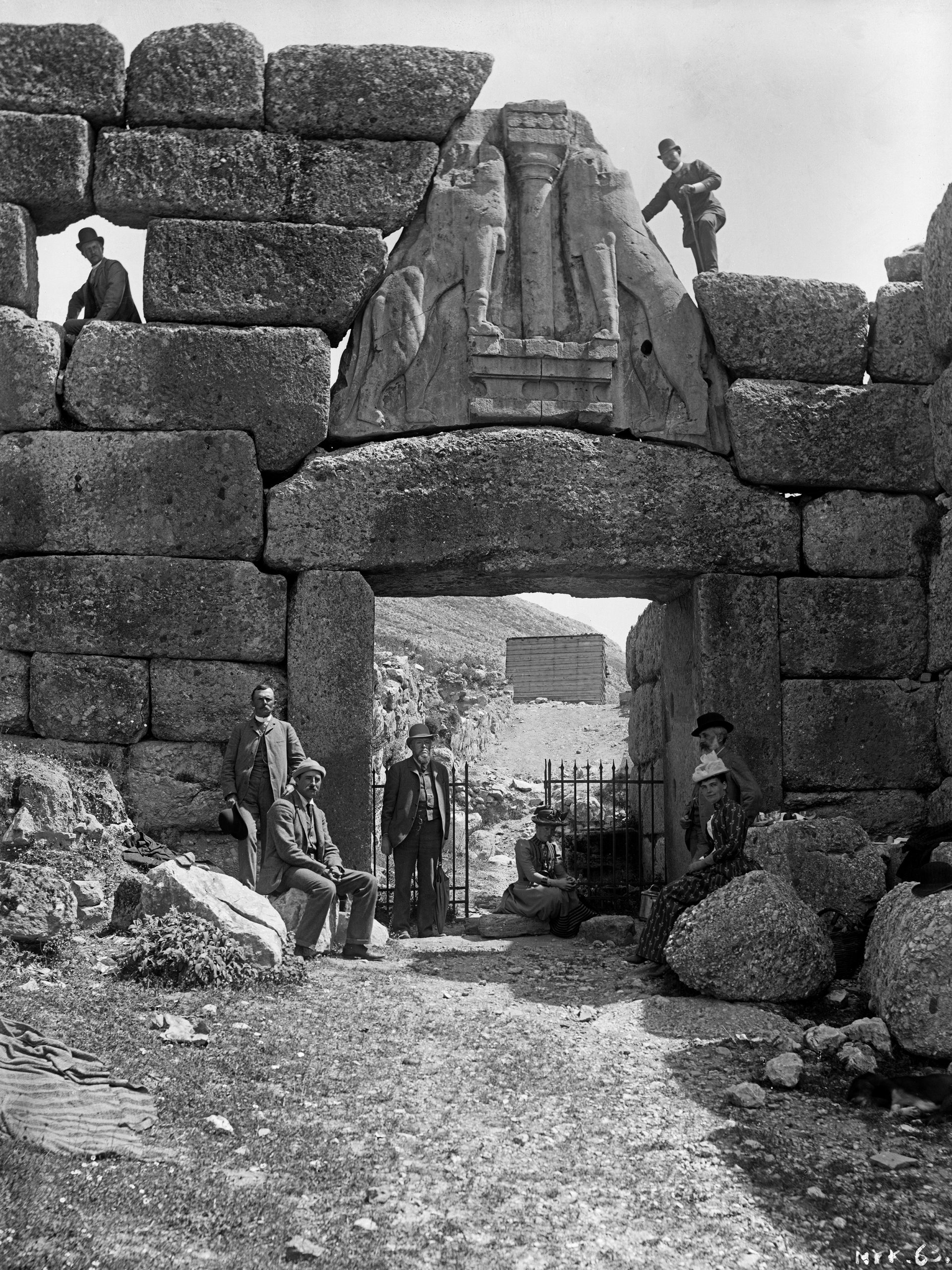
Wilhelm Dörpfeld i Heinrich Schliemann en les ruïnes de Micenes

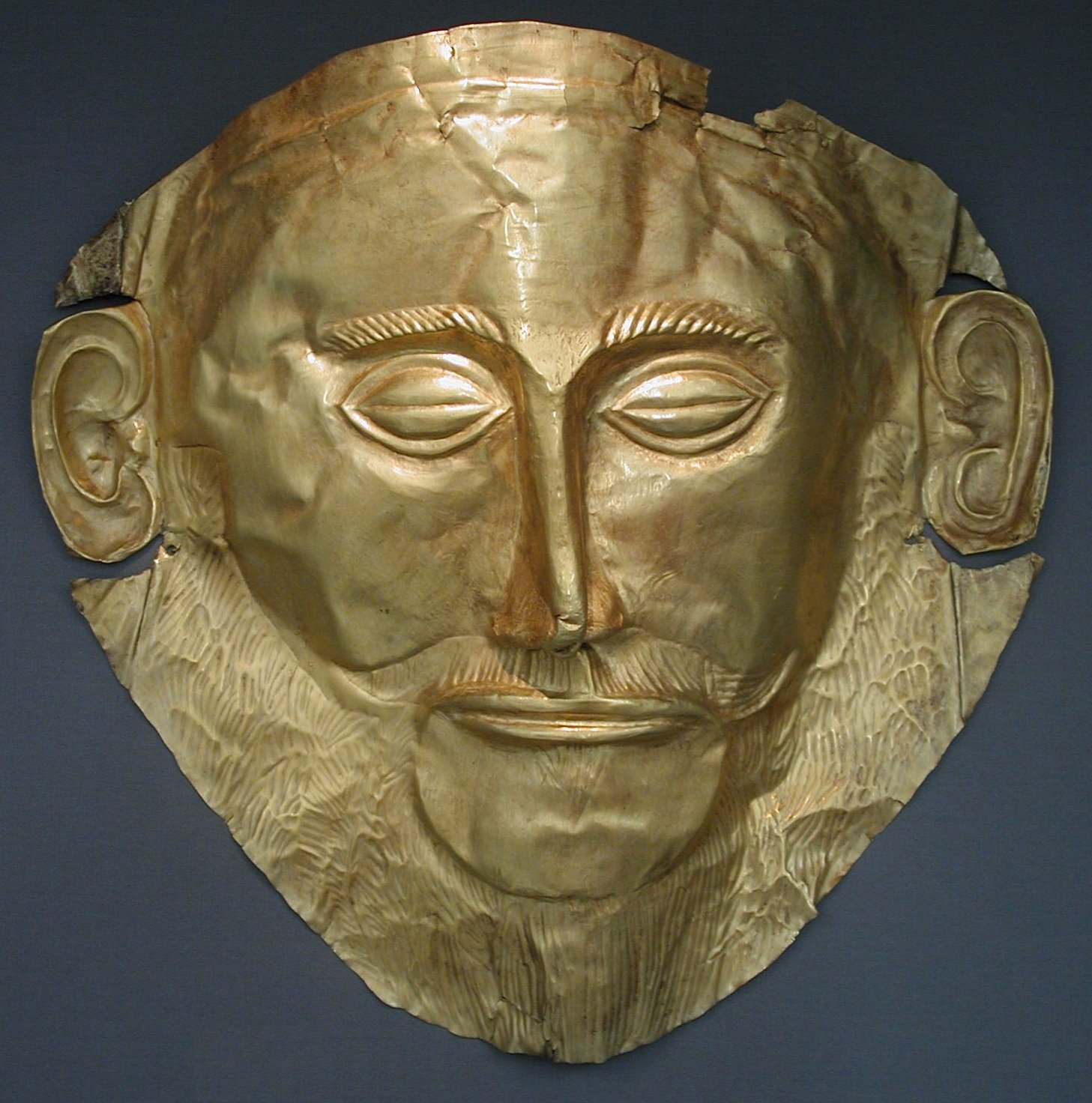
Màscara d'Agamèmnon trobada per Schliemann

En aquella època ja havien sorgit alguns estudiosos com Charles McLaren i Eckenbrecher interessats per l'emplaçament de Troia. Alguns, fins i tot, creien que havia de ser a la població de Burnabashi, i d'altres que probablement les seves restes estarien ubicades en un turó que els turcs anomenaven Hisarlik i que significava 'palau'. Schliemann seguia al peu de la lletra les descripcions del terreny que Homer feia en la seva obra, la Ilíada, i coincidia amb l'emplaçament d'Hissarlik, de manera que es va decidir per buscar en aquesta zona.
El seu somni, el volia viure amb algú que pogués entendre la seva passió i, per això, es va casar amb una dona grega cap a l'any 1869, Sofia Engastromenos, i un any més tard va iniciar al seu costat les excavacions. Després d'anar excavant i trobant restes d'una ciutat darrera d'una altra, l'any 1873 Schliemann va identificar la Troia d'Homer en la penúltima i antepenúltima capa, justament quan estava a punt d'abandonar les excavacions. Va enviar els treballadors a casa i ell i la seva dona van desenterrar el que ells van anomenar com a tresor de Príam, joies d'or i marfil, objectes preciosos, etc. En aquesta gesta, va emprar els últims anys de la seva vida, compaginant Troia amb altres campanyes d'excavacions a Micenes (1874-1876), Orcomen (1880) i Tirint (1884-1885).
Schliemann va morir als seixanta-vuit anys durant unes vacances a Nàpols. Es va posar malalt de cop durant el Nadal de l'any 1890 mentre feia un passeig, i l'endemà va morir al costat de la seva esposa i dels seus dos fills, Andròmaca i Agamèmnon, que portaven els noms de grans personatges de la Ilíada.